# Slaget på Blore Heath
Slaget på Blore Heath, var et af de første store slag der blev udkæmpet under Rosekrigene i England.
Slaget fandt sted den 23. september 1459, på Blore Heath i Staffordshire, ca. fire kilometer øst for byen Market Drayton.
Slaget blev vundet af Huset York.

## Baggrund
Efter Det 1. slag ved St. Albans i 1455 fortsatte en urolig fred i England. Forsøg på forsoning mellem husene Lancaster og York nød kun marginal succes. Imidlertid blev begge sider mere og mere varsomme over for hinanden, og i 1459 var de aktivt begyndt at rekruttere aktivt væbnede støtter. Dronning Margrete af Anjou fortsatte med at samle støtte til kong Henrik 6. blandt adelsmænd og omdelte et emblem af en sølvsvane til riddere og væbnere, der blev hvervet af hende personligt, mens den York-ledelsen under hertugen af York fandt bred anti-kongelig støtte på trods af den hårde straf for at gribe til våben mod kongen.
York-styrken, der var baseret på Middleham Castle i Yorkshire (ledet af jarlen af Salisbury), skulle sig til York-hovedhæren på Ludlow Castle i Shropshire. Da Salisbury marcherede sydvest gennem Midlands, beordrede dronningen Lord Audley at afskære dem.

## Slagets gang
Audley valgte det ufrugtbare hedelandskab omkring Blore Heath til et bagholdsangreb. Om morgenen den 23. september 1459 indtog en styrke på omkring 10.000 mand en defensiv position bag en 'lang hæk' på den sydvestlige kant af Blore Heath, med ansigterne mod Newcastle-under-Lyme i nordøstlig retning, den retning, hvorfra Salisbury nærmede sig.
York-spejdere spottede Lancaster-bannere over toppen af en hæk og advarede straks Salisbury. Da de kom ud af skoven, indså den York- styrken på omkring 5.000 mand, at en meget større fjendtlig styrke ventede på deres ankomst. I stedet for at sprede eller trække sin hær tilbage, opstillede Salisbury straks sine tropper i kamporden lige uden for de Lancaster-bueskytternes rækkevidde. For at sikre sin højre flanke opstillede han vognene med forsyninger i en defensiv vognborg, en cirkulær formation for at dække mændene. Af frygt for et blodbad berettes det, at York-soldater skulle have kysset jorden under dem, da de antog, at dette ville være stedet, hvor de ville møde deres død.
De to hære blev adskilt med omkring 300 meter i det ufrugtbare hedelandskab. En bred bæk, som vandet strømmede hurtigt igennem og som havde stejl bredder, løb mellem dem. Bækken gjorde Audleys position tilsyneladende uigennemtrængelig.
Til at starte med søgte begge ledere uden held forhandling i et forsøg på at undgå blodsudgydelser. Ligesom mange slag i slutningen af Middelalderen begyndte slaget med en bueskytteduel mellem mellem begge hæres langbuer. På Blore Heath viste det sig ikke at være afgørende på grund af afstanden mellem de to sider.
Salisbury, der var klar over, at ethvert angreb over bækken ville være selvmord, anvendte list for at tilskynde fjenden til at angribe ham. Han trak en del af sit centrum lige langt nok tilbage til, at Lancaster-ledelsen anså, at den trak sig tilbage. Lancaster-tropperne iværksatte et kavaleriangreb. Efter at de var blevet udsatte, beordrede Salisbury sine mænd til at vende tilbage og fange Lancaster-soldaterne, mens de forsøgte at krydse bækken. Det er muligt, at ordren for dette Lancaster-angreb ikke blev givet af Audley, men det havde den virkning at skifte fordelen over i Salisburys favør. Angrebet resulterede i store tab for Lancaster-hæren.
Lancaster-tropperne trak sig tilbage og foretog derefter et andet angreb, muligvis i forsøg på at redde sårede. Dette andet angreb var mere vellykket, da det lykkedes mange Lancaster-soldater at krydse bække. Dette førte til en periode med intens kamp, hvor Audley selv blev dræbt, muligvis af Sir Roger Kynaston af Myddle og Hordley.
Jarlen af Salisbury, som kendte krigens kneb, strategier og politikker, vendte pludselig tilbage og stødte i et kort øjeblik på Lord Audley og hans ledende kaptajner, inden resten af hans hær kunne passere vandet. Kampen var ond og frygtelig. Jarlen, der ønskede at redde sit liv, og hans modstandere, der begærede hans ødelæggelse, kæmpede hårdt for at opnå deres mål, men til sidst kæmpede jarlens hær som mænd, der var desperate efter hjælp og undsætning, så ivrigt, at de dræbte Lord Audley og alle hans kaptajner og slog hele resten af hans folk på flugt...
Audleys død betød, at Lancaster-ledelsen tilfaldt den næstkommanderende, Lord Dudley, der beordrede et angreb til fods med omkring 4.000 mand. Da dette angreb også mislykkedes, sluttede omtrent 500 Lancaster-soldater sig til fjenden og begyndte at angribe deres egen side. På dette tidspunkt faldt al resterende Lancaster-modstand til jorden, og York-hæren skulle bare træde frem for at jage fjenden på flugt.
Jagten fortsatte gennem natten, hvor York-hæren forfulgte den flygtende fjende i flere kilometer gennem landskabet.
Mindst 2.000 Lancaster-soldater blev dræbt, mens York-hæren mistede næsten 1.000.

## Efterspil
Salisbury var bekymret for, at Lancaster-forstærkninger var i nærheden og var ivrig efter at fortsætte sydpå mod Ludlow. Han slog lejr på en bjergskråning ved Market Drayton, der senere fik navnet Salisbury Hill.  Ifølge Gregory's Chronicle, fik Salisbury en lokal munk til at forblive på Blore Heath hele natten og med jævne mellemrum at affyre en kanon for at bedrage narre Lancaster-styrkerne i nærheden til at tro, at slaget stadig var i gang.
Audley er begravet i Darley Abbey i Derbyshire.

## Minder
Audley's Cross blev rejst på Blore Heath efter slaget for at markere det sted, hvor Audley blev dræbt. Det blev erstattet af et stenkors i 1765.
Slaget blev mindet med en årlig reenactment i september på Blore Heath indtil 2009.